# Большеромановский сельсовет
Большеромановский сельсовет — сельское поселение в Табунском районе Алтайского края Российской Федерации.
Административный центр — село Большеромановка.

## История
Статус и границы сельского поселения установлены Законом Алтайского края от 2 декабря 2003 года № 64-ЗС «Об установлении границ муниципальных образований и наделении их статусом сельского, городского поселения, городского округа, муниципального района».

## Население
| 1997  | 1998  | 1999  | 2000  | 2001  | 2002  | 2003  | 2004  | 2005  | 2006  |
| ----- | ----- | ----- | ----- | ----- | ----- | ----- | ----- | ----- | ----- |
| 1310  | ↘1299 | ↗1314 | ↘1304 | ↘1297 | ↘1234 | ↘1185 | ↘1163 | ↘1148 | ↘1075 |
| 2007  | 2008  | 2009  | 2010  | 2011  | 2012  | 2013  | 2014  | 2015  | 2016  |
| ↘1045 | ↘995  | ↘983  | ↘833  | ↘829  | ↘777  | ↗782  | ↘767  | ↘747  | ↘734  |
| 2017  | 2018  | 2019  | 2020  | 2021  |       |       |       |       |       |
| ↘723  | ↘709  | ↘705  | ↘691  | ↘681  |       |       |       |       |       |

## Состав сельского поселения
| № | Населённый пункт | Тип населённого пункта       | Население |
| - | ---------------- | ---------------------------- | --------- |
| 1 | Большеромановка  | село, административный центр | ↗699      |
| 2 | Канна            | село                         | ↘57       |
| 3 | Карпиловка       | село                         | ↘26       |